# Algotssönerna
Algotssönerna är en samlad benämning på en framstående, medeltida stormannasläkt i Västergötland som på okänt sätt var besläktad med Bjälboätten.  Ätten utdog innan Sveriges Riddarhus grundades 1625, varför den aldrig introducerades där som adelsätt.
Västgötalagens lagmanslängd omnämner en släkt, sannolikt Algotssönernas, varav ett flertal innehade landskapets lagmansämbete under en följd av år. Dessa var: Karl av Edsvära, vilken hedrades med binamnet "landets fader", dennes son Algot, en stolt och girig man, därefter dennes son Sigtrygg och sist dennes son Algot, vilken omkring år 1215 efterträddes av Birger jarls äldre broder, Eskil Magnusson.
Det är omöjligt att föra i bevis att riddaren Algot Brynolfsson, vilken 1270 första gången i urkunderna omnämnes såsom lagman i Västergötland, härstammade från just denna släkt. Han hade många söner, av vilka man med säkerhet känner namnen på sex: Brynolf (biskop i Skara), Karl, Peter, Bengt, Rörik och Folke. Lagmannen Algot stod i stor ynnest hos kung Magnus Ladulås, men föll sedermera i onåd sedan sonen Folke någon gång kring år 1287 rövat bort Ingrid, dotter till den förnäme Svantepolk Knutsson, och flytt med henne till Norge. Svantepolk var son till danske konungen Valdemar Sejrs oäkta son, hertig Knut Valdemarsson av Danmark och gift med en syster till svenske konungen Erik Erikssons gemål, som var trolovad med en dansk ädling.
I dennes illdåd hade brodern Karl varit Folke behjälplig. Då kung Magnus ansåg hela släkten ha varit delaktig i detta brott mot hans fridslagar, lät han gripa och fängsla lagman Algot och hans son Rörik.  Karl, Peter och Bengt lyckades fly undan till Norge. För att undfly konungens vrede gömde biskop Brynolf sig i Alvastra kloster. Först sedan han givit en ödmjuk förpliktelse om lydnad till konungen, fick han återvända till sin biskopsstol. Fadern Algot, som jämte sonen Rörik 1289 släpptes ur fängelset, måste nedlägga sitt lagmansämbete. I tron att allt var förlåtet återvände Karl från Norge men blev gripen och avrättad.
Ingrid återkom till Sverige efter Folkes död och var sedermera en tid abbedissa i Vreta kloster. Med Folke hade hon sonen Knut Folkesson. Denne, vilken blev gift med en dotter till marsken Torgils Knutsson, var svenskt riksråd och avled i mitten av 1300-talet.

## Vapen
Algot Brynolfsson förde först en ros i fyrstyckad sköld, och senare ett stort A, hans son Peter Algotsson en mångbladig ros, och dennes trolige son ett träd och två fåglar. Från början av 1300-talet förde de flesta i ätten ett svart griphuvud i gul sköld.